# Jaroslaw de Zielinski

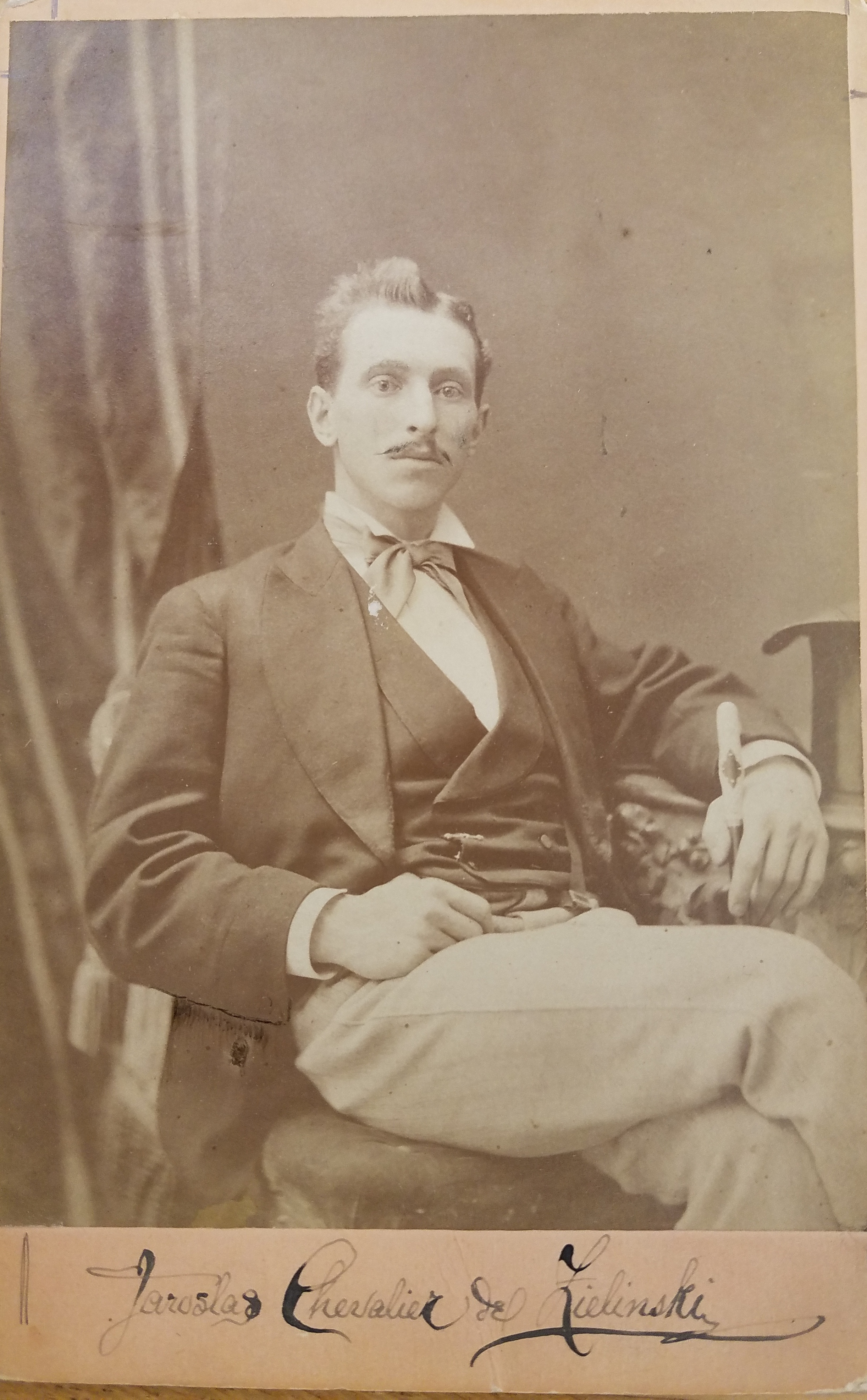
Jaroslaw de Zielinski (vor 1900)

Jaroslaw de Zielinski (* 31. März 1847 in Lubycza Królewska; † 25. Juli 1922 in Santa Barbara) war ein polnisch-amerikanischer Pianist, Organist, Chorleiter, Musikpädagoge und Komponist polnischer Herkunft.

## Leben
Zielinski kam 1869 nach Grand Rapid, wo er zehn Jahre lang als Klavierlehrer sowie Organist der  St. Andrew's Cathedral wirkte. Später lebte er in Buffalo. Dort war er Organist und Chorleiter der Plymouth M. E. Church und unterrichtete Klavier, Orgel, Gesang und Harmonielehre. Er war Präsident der New York State Teachers' Association und Direktor der Olean School of Music. Als Klaviersolist spielte er Werke zeitgenössischer Komponisten wie Christian Sinding, Emil Sjögren, Max Philippson, Anton Rubinstein, Anton Arenski, Henryk Pachulski und Emil Młynarski, zudem trat er als Kammermusiker in verschiedenen Klaviertrios auf. Er komponierte Klavierwerke und Lieder, von denen viele im Druck (u. a. bei G. Schirmer) erschienen und verfasste Klavierarrangements von Komponisten wie Isaac Albéniz, Felix Borowski, José Maria Echeverria und Anatoli Ljadow.

## Werke
- Marche de Nuit; Menuet; Bourrée with Alternativo
- Album Leaf
- Trois Morceaux (Autumn Leaf; Tempo di Valse; Mazurka Fantasie)
- Prelude in D Minor
- Marcia; Arabic Serenade; Reverie (Dreams)
- Second Mazurka Fantasie
- Three Pictures from Alabama (A Dance, A Serenade, At the Spring); Intermezzo
- "Oh;' thou art like unto a flower" für Tenor
- "Maiden Mine", Serenade für Bass
- "Sun of My Soul" für Alt
- "A Love Song" für Tenor
- "Remember me no more"
- "Let there be light", Osterlied für Sopran oder Tenor
- "Oh let me only breathe the air;"
- "Afton Water"
- "The Lord Reigneth" für Bariton